# Euphorbia wimmeriana
Euphorbia wimmeriana là một loài thực vật có hoa trong họ Đại kích. Loài này được J.Wagner mô tả khoa học đầu tiên năm 1922 publ. 1923.